# Les Voleurs de chevaux
Pour plus de détails, voir Fiche technique et Distribution.
Les Voleurs de chevaux est un film dramatique japonais et kazakh réalisé par Yerlan Nurmukhambetov et Lisa Takeba et sorti en 2019.

## Synopsis
Au cœur du film, comme son titre l'indique, le vol de chevaux d'une famille d'éleveurs vivant dans des conditions difficiles, au milieu d'une steppe d'Asie centrale. Au cours de ce vol, l'éleveur est tué laissant derrière lui sa femme et ses trois enfants dont leur jeune fils aîné. Recueillis par des proches, l'histoire bascule avec l'arrivée lors des obsèques d'un personnage mystérieux, dont on percevra rapidement les liens qui l'unissent à la famille des personnes décédées. Ce dernier jouera un rôle essentiel et dramatique dans la résolution de l'affaire.

## Fiche technique
- Titre français : Les Voleurs de chevaux[1]
- Titre original : The Horse Thieves. Road of Time
- Réalisation : Yerlan Nurmukhambetov et Lisa Takeba
- Scénario : Yerlan Nurmukhambetov
- Photographie : Aziz Zhambakiev
- Montage : Nursultan Nuskabekov
- Décors :
- Musique : Akmaral Zykaeva
- Producteur : Shōzō Ichiyama, Yuliya Kim et Hikaru Kinouchi
  - Coproducteur : Yuma Arai
  - Producteur délégué : Assel Yerzhanova
- Société de production : Kazakhfilm et Tokyo New Cinema
- Société de distribution : ASC Distribution
- Pays d'origine :  Japon et  Kazakhstan
- Langue originale : français, kazakh, russe et arabe
- Format : couleur - 2,35:1
- Genre : drame
- Durée : 84 minutes
- Dates de sortie :
  - Corée du Sud : 3 octobre 2019 (festival international du film de Busan)
  - Japon : 
    - 30 octobre 2019 (festival international du film de Tokyo)
    - 18 janvier 2020 (en salles)[2]

  - France : 28 juillet 2021

## Distribution
- Mirai Moriyama : l'homme mystérieux
- Samal Yeslyamova : Aigul
- Madi Minaidarov : Olzhas
- Dulyga Akmolda : le père
- Adiya Mussina : Aizhan

## Distinction

### Sélection
- Festival de Busan 2019 : film d'ouverture[3]